# One Tree Hill (televisieserie)
One Tree Hill is een Amerikaanse dramaserie uit 2003. De serie werd gecreëerd door Mark Schwahn en werd in Amerika bekend als de tegenhanger van de inmiddels stopgezette serie The O.C.. In april 2012 werd de laatste aflevering van de serie uitgezonden in de Verenigde Staten. Daardoor zijn er in totaal 9 seizoenen uitgezonden, met in totaal 187 afleveringen. Sophia Bush (Brooke) en Bethany Joy Lenz (Haley) zijn de enige actrices die elke aflevering in actie kwamen. Het laatste seizoen (seizoen 9) telde 13 afleveringen.

## Verhaal

### Seizoen 1 (2003-2004)
De televisieserie legt aan het begin uit dat Tree Hill, een kleine stad in North Carolina, een bekend basketbalteam, The Ravens heeft. De serie richt zich op Lucas Scott en zijn halfbroer Nathan Scott. Ze groeien op in dezelfde stad, maar hebben geen contact met elkaar. Nathan is de sterspeler van The Ravens en Lucas speelt als een amateur basketbal met zijn vrienden. Ze hebben dezelfde vader, Dan Scott, maar verschillende moeders. Zo is Lucas de zoon van Karen Roe, terwijl Deb Scott Nathans moeder is. Dan had ooit een relatie met Karen, maar verliet haar en haar ongeboren zoon toen hij zelf een studiebeurs kreeg (voor basketbal). Tijdens zijn studie ontmoette hij Deb en niet veel later maakte hij ook haar zwanger. Hij verliet haar echter niet en trouwde met de vrouw. Ze leefden sindsdien in de hogere klasse. Hij greep nooit de kans aan om invloed te hebben in het leven van Lucas. Lucas werd opgevoed door Karen en kreeg hulp van Dans geliefde broer Keith Scott. Keith is dan ook het vaderfiguur in zijn leven.
Als de coach van The Ravens, Whitey Durham, een nieuwe speler zoekt voor zijn team, raadt Keith Lucas aan. Lucas vult deze plaats in, maar dit is pas het begin van een reeks problemen. Hij krijgt veel ruzie met zijn arrogante en egoïstische broer, die hem, na aanraden van zijn vader, het leven zuur maakt bij het team. Nathans haat voor Lucas wordt alleen nog maar versterkt als blijkt dat Lucas verliefd is op cheerleader Peyton Sawyer, Nathans vriendin. Niet veel later dumpt Peyton Nathan, wanneer ze zijn houding naar haar toe zat is. Ook is ze boos op hem als Nathan de beste vriendin van Lucas, Haley James, gebruikt om Lucas boos te maken. Nathan komt erachter dat hij serieus verliefd blijkt te zijn op Haley. Ook Haley ontdekt dat ze dezelfde gevoelens voor Nathan heeft. Ze beginnen een relatie, ondanks dat dit een negatief effect heeft op de vriendschap tussen Lucas en Haley.
Peyton lijkt niet geïnteresseerd te zijn in Lucas, waarna hij een relatie krijgt met Peytons beste vriendin en losbandige cheerleader Brooke Davis. Hij blijkt echter nog gevoelens te hebben voor Peyton. Als zij nu ook interesse in hem lijkt te tonen, gaan ze vreemd met elkaar. Als Brooke hierachter komt, wil ze noch met Lucas noch met Peyton meer iets te maken hebben. Als Brooke later ontdekt dat ze misschien zwanger is, wil Lucas er voor haar zijn om niet zoals zijn vader te worden. Brooke biecht later op dat dit een leugen was, omdat ze hem wilde straffen voor het vreemdgaan met Peyton. Ondertussen krijgt Peyton een intieme band met de tienervader Jake Jagielski. Dit duurt echter niet lang, als de moeder van Jakes dochter Jenny komt opdagen. Ze heet Nicki en probeert voogdij over haar dochter te krijgen. Jake vertrouwt haar niet toe aan Jenny en vlucht. Peyton blijft gebroken achter in Tree Hill.
Als Karen haar dromen achterna gaat en voor een paar weken naar Italië gaat, vertrouwt ze haar zoon toe aan Keith. Als Keith iets te veel drinkt, krijgt hij, samen met Lucas, een auto-ongeluk. Keith is ongedeerd maar het gaat er slecht aan toe met Lucas. Karen is razend op Keith, waardoor hij zijn kans op een relatie met haar ziet gaan. Rond die tijd wil ook Deb scheiden van haar man. Dan laat dit echter niet gebeuren, waardoor er meerdere gênante geheimen boven water worden gehaald. Als Nathan op die manier ontdekt dat Deb ooit een affaire had, wil hij niets meer met zijn ouders te maken hebben en gaat hij op zichzelf wonen. Om niet gedeprimeerd te raken, probeert Deb een succesvolle carrière op te bouwen en gaat in zaken met Karen. De zaken gaan echter slecht voor Keith, als hij zijn autozaak moet verkopen aan Dan om de rekening voor de ziektekosten van Lucas te kunnen betalen. Keith doet een huwelijksaanzoek, maar Karen wijst hem af. Hierna verhuist hij naar Charleston.
Als de grote wedstrijd van het jaar nadert, moet de coach een oogoperatie ondergaan. Dan neemt het team over. Lucas en Nathan zijn hier boos over en verliezen uiteindelijk ook nog eens de wedstrijd. Wel maakt Lucas het goed met Nathan en worden ze vrienden. Lucas gaat vervolgens ook naar Charleston om bij Keith te wonen. Ondertussen willen Nathan en Haley de liefde bedrijven en betrapt Dan zijn vrouw met Keith. Hij schrikt en krijgt even later een hartaanval. Brooke maakt het goed met Peyton en als Nicki terugkomt om te vragen waar Jake is, sturen ze haar naar Seattle (hij is eigenlijk in Savannah). Als Lucas ontdekt dat Haley geen maagd meer is, confronteert hij haar. Ze geloofde er namelijk heilig in dat ze geen seks zou hebben voor het huwelijk. Ze vertelt hem dat ze, als gevolg van een impulsieve actie, op het strand zijn getrouwd.

### Seizoen 2 (2004-2005)
Als Lucas en Keith erachter komen dat Dan een hartaanval heeft gehad, keren ze terug naar Tree Hill. Dan probeert zijn leven te beteren en wil een band met Lucas. Als Lucas dit toelaat, vertelt hij zijn vader over het feit dat hij HCM heeft, de genetische ziekte die ervoor zorgde dat Dan een hartaanval kreeg. Nu Dan dit weet, zorgt hij ervoor dat Lucas bij hem gaat wonen in de ruil voor de betaling van zijn rekeningen voor de ziekte. Ook zal hij niemand iets vertellen. Tevens belooft hij zich niet te bemoeien met Keiths relatie met Jules. Keith weet niet dat Dan Jules heeft ingehuurd om Keith te verleiden om hem vervolgens weer te laten vallen. Wat Dan niet weet, is dat Jules werkelijk wat begint te voelen voor Keith.
Nathan en Haley's huwelijk wordt op de proef gesteld als Chris Keller, een muzikant, aankomt in Tree Hill. Hij ontdekt dat Haley zangtalenten heeft en probeert haar te overhalen mee te gaan op tour. Het huwelijk loopt op de klippen en Haley gaat met Chris mee op tour. Ze zoent Chris en wordt een beroemde ster. Nathan wordt gebroken achtergelaten. Ondertussen richt Peyton de club TRIC op. Ze neemt foute mensen aan en begint drugs te gebruiken. Ze gaat door een moeilijke periode heen, maar dit verandert als Jake terugkeert. Ze krijgen een relatie. Jake moet echter opnieuw vertrekken als Nicki Jenny ontvoert en verdwijnt.
Brooke krijgt een fysieke relatie met Felix Taggaro, maar dumpt hem als ze een compleet nieuwe innerlijke kracht ontdekt en erachter komt dat hij Peyton er van beschuldigde dat ze lesbisch zou zijn. Ze wil schoolpresident worden en neemt het op tegen de schijnheilige Erica Marsh. Als Brookes ouders verhuizen, trekt ze in bij Lucas. Hiervoor had Lucas een relatie met Anna Taggaro, de zus van Felix. Als Lucas ontdekt dat hij nog gevoelens heeft voor Brooke, maakt hij het uit. Anna en Felix zaten eerst op een andere school, maar daar kwamen ze erachter dat Anna lesbisch was. Anna zei dat dit roddels waren en dat ze er niet tegen kon. Anna wilde dat de familie zou gaan verhuizen en hierdoor kwamen ze in Tree Hill terecht. Door een misverstand zoent ze Peyton. Als ze uit de kast komt, wil Anna zelf terug naar haar oude kostschool. Ze wil namelijk niet meer weglopen voor zichzelf.
Deb krijgt een ernstige verslaving aan pijnstillers, mede doordat ze het gevoel heeft dat haar zoon haar heeft verlaten. Ze ziet in dat ze in rehabilitatie moet. Karen gaat terug naar school en krijgt een relatie met haar veel jongere professor Andy Hargrove. Andy wordt later een grote vijand van Dan. Als Andy ontdekt dat zijn moeder ernstig ziek is, vertrekt hij naar Nieuw-Zeeland om haar te helpen. Als Deb genezen is, ontdekt ze dat Dan opzettelijk een schuldgevoel heeft gelegd op Nathan voor haar verslaving. Ze is razend op hem en wil ervandoor gaan met Nathan. Ondertussen komt Lucas erachter dat Dan betrokken is bij illegale praktijken en overhandigt het bewijs aan Deb.
Peyton krijgt last van een stalker via het internet die zichzelf WATCHMEWATCHU noemt en denkt dat dit de mysterieuze verslaggeefster Ellie Harp is. Als ze vertelt dat ze haar moeder is, is Peyton niet blij verrast. Ondertussen wordt Dan door een mysterieuze persoon vergiftigd, die ook zijn zaak in brand steekt, net voordat Dan hierin bewusteloos raakt. Hij wordt net op tijd gered door Lucas, maar Dan denkt dat Lucas hem juist wou doden.

### Seizoen 3 (2005-2006)
Brooke wil een vaste relatie met Lucas, maar zegt dat ze niet exclusief wil gaan en nu Haley dakloos is, trekt ze in bij Brooke. Haley doet er alles aan Nathan terug te krijgen, maar hij kan haar niet vertrouwen. Toch wil hij dat Haley gelukkig is en betaalt Chris Keller om haar te helpen met haar muziek. Nu Chris in Tree Hill is, gaat hij naar bed met Brooke, waardoor hij de relatie van Brooke en Lucas bijna verpest. Als hij Tree Hill verlaat, komen zowel Brooke en Lucas als Haley en Nathan weer bij elkaar. Peyton heeft ondertussen problemen met haar moeder, die een drugsverslaving en kanker heeft. Ze brengen samen een album uit, maar Ellie sterft voordat deze uitgebracht wordt.
Whitey vertelt dat dit zijn laatste seizoen als coach zal zijn en Lucas probeert zijn HCM geheim te houden voor zijn moeder en de coach. Nu Dan de brand heeft overleefd, zweert hij wraak te nemen op de gene die hem heeft geprobeerd te vermoorden. Hij krijgt flashbacks en herkent hier het gezicht van Lucas in. Hij denkt dat hij de moordenaar is, maar komt erachter dat Lucas Dan juist gered heeft. Dans huwelijk met Deb verloopt beroerd en ze doen er alles aan elkaars leven zuur te maken. Als Dan zichzelf verkiesbaar stelt als burgemeester, wordt Karen zijn tegenstander. Deb steunt Karen. Als Dan wint, vertelt Lucas aan Deb dat hij weet dat zij degene was die Dan probeerde te vermoorden. Hierdoor vlucht ze de stad uit. Keith komt terug de stad in en krijgt eindelijk een relatie met Karen. Ze verloven zelfs. Toch krijgt hij weer problemen als Dan denkt dat Keith de moordenaar is. Hij begint dan ook zijn wraak op zijn broer te plannen.
Brooke krijgt problemen als nieuwkomer Rachel Gatina haar het leven zuur maakt. Ze wordt de nieuwe hoofdcheerleader en manipuleert iedereen, waaronder Brookes goede vriend Marvin "Mouth" McFadden. Mouth wordt zelfs verliefd op Rachel. Rachel ziet hem echter slechts als een goede vriend en gaat uit met Nathans oudere oom Cooper Lee. Rachel maakt ook de tijdcapsule (uit seizoen 2) publiekelijk waardoor alle geheimen van alle scholieren boven water worden gehaald. Dit zorgt voor veel problemen. Zo vertelde Jimmy Edwards dat hij een hekel heeft aan iedereen en is sindsdien nog meer gedeprimeerd. Hij verliest zijn zelfbeheersing en begint een schietpartij op school. Hij houdt onder andere Nathan, Haley, Rachel en Mouth gegijzeld in een lokaal. Peyton is in het been geschoten door hem, kan niet meer lopen en verblijft nu met veel pijn in de bibliotheek. Als Lucas hoort dat al zijn dierbaren binnen zijn, gaat hij ook naar binnen en verstopt zich bij Peyton. Zij zoent hem, ondanks het feit dat hij nu een gelukkige relatie heeft met Brooke. Als Keith het gebouw binnen komt om Jimmy om te praten, schiet Jimmy zichzelf dood. Op hetzelfde moment arriveert Dan en schiet zijn broer dood met Jimmy's wapen. Hij vertelt vervolgens aan iedereen dat Jimmy de moordenaar was. Verder kwam er niemand om bij het ongeluk.
De bloederige dag heeft effect op iedereen. Nathan doet een tweede huwelijksaanzoek en trekt weer in bij Haley. Peyton krijgt een korte relatie met Pete Wentz van Fall Out Boy voordat ze naar Jake gaat. Lucas vertelt aan Karen, die de schuld aan Lucas gaf voor de dood van Keith en sindsdien gedeprimeerd is, dat hij HCM heeft en Dan krijgt last van een schuldgevoel en wordt gestalkt door Keith in visioenen. Peyton doet een aanzoek bij Jake, maar hij ontdekt dat ze gevoelens heeft voor Lucas en moedigt haar aan terug te gaan naar Tree Hill.
Als Peyton aan Brooke vertelt dat ze nog gevoelens heeft voor Lucas, een dag voor de bruiloft van Nathan en Haley, wordt Brooke razend en slaat haar. Ze vertelt dat de vriendschap tussen de twee definitief voorbij is. Maar Peyton heeft haar nog niet verteld over de kus in de bibliotheek tijdens de schietpartij. Brooke is helemaal van streek en haar "ware" liefde Lucas wil weten wat er aan de hand is. Brooke vertelt hem over Peyton, en Lucas denkt dat ze al weet over de kus en zegt haar dat de kus niets betekende. Brooke wist echter nog van niets en loopt gefrustreerd weg. Lucas wil haar alles uitleggen, maar Brooke luistert niet en ze krijgen ruzie. Op het einde van de bruiloft lijkt alles weer in orde tussen de twee geliefden.
De ontspoorde Deb komt terug naar Tree Hill en vertelt aan Dan dat niet Keith, maar zij hem probeerde te vermoorden. Karen komt erachter dat ze zwanger is en vertelt dit aan Dan. Hij belooft er nu wel voor haar te zijn. Als Dan na de ceremonie naar huis gaat, ziet hij dat de tekst Murderer (Moordenaar) op zijn muur staat geschilderd. Hierdoor weet hij dat iemand weet dat hij Keith heeft vermoord. Rachel is gebroken na de breuk tussen haar en Cooper en vlucht in de limousine van Nathan en Haley. Cooper neemt het stuur over en wil haar kalmeren. Zij wordt echter agressief en grijpt het stuur vast waardoor Cooper daar geen controle meer over heeft. Op hetzelfde moment komen Nathan en Haley er ook aan in een auto in tegengestelde richting. Als Cooper dit ziet, is hij bang voor een ongeluk en probeert de auto te ontwijken waardoor hij van de brug af rijdt en in het water terechtkomt. Niemand komt boven water, waardoor Nathan in het water springt om ze te redden, als Nathan ook niet meer boven water komt, treffen Lucas & Karen, Haley huilend aan. Hierdoor springt Lucas, Nathan weer achterna in het water.

### Seizoen 4 (2006-2007)
Nathan, Rachel en Cooper overleven allemaal het auto-ongeluk. Na in een coma te hebben gelegen, verlaat Cooper de stad, nadat hij heeft gezegd verantwoordelijk te zijn voor het auto-ongeluk. Dit deed hij zodat Rachel niet de gevangenis in zou hoeven. Nathan heeft echter geen idee hoe hij Rachel en Cooper heeft gered en krijgt flashbacks waarin hij Keith ziet. Later blijkt dat een visioen van Keith hem de kracht gaf de twee slachtoffers te redden.
Brooke maakt het uit met Lucas en Peyton vindt een brief van haar moeder waarop staat dat Peyton een broer heeft, genaamd Derek. Peytons online stalker, WATCHMEWATCHU, imiteert zich als Peytons broer om contact met haar te krijgen. Wanneer hij haar probeert te verkrachten, wordt Peyton gered door Lucas en haar echte broer. De stalker vlucht, waardoor Peyton vol angst achterblijft. Derek geeft Peyton een zelfverdedigingscursus, waardoor Peyton zowel fysiek als mentaal sterker wordt. Als de Ravens het staatskampioenschap wint, zoent Lucas Peyton. Later worden ze een koppel.
Dan voelt zich schuldig voor de moord op Keith en probeert dit goed te maken door Karen te helpen met haar zwangerschap. Eerst vertrouwt ze het niet, maar later leert Karen dat de intenties van Dan goed waren. Terwijl Dan zich realiseert dat Karen de ware is, raakt Deb opnieuw verslaafd aan pillen. Uiteindelijk probeert ze zelfmoord te plegen via een overdosis.
Omdat de vriendschap tussen Brooke en Peyton over is, trekt Brooke in bij Rachel en worden ze goede vrienden. Rachel verdenkt Brooke ervan dat ze zwanger is en maakt dit publiekelijk. Haley blijkt echter de gene te zijn die zwanger is. Sindsdien is Rachel ermee gestopt Nathan proberen te verleiden. Ondertussen heeft Nathan financiële problemen en zoekt hulp bij Daunte, een man die illegale leningen geeft. Vervolgens chanteert hij Nathan en geeft hij hem de opdracht het staatskampioenschap te verliezen.
Skills Taylor wordt een lid van de Ravens en Whitey geeft Lucas permissie om mee te doen aan wedstrijden, als het niet meer dan 15 minuten per wedstrijd is. Als de twee erachter komen dat Nathan de wedstrijd met opzet wil verliezen, zijn ze razend. Als Nathan vlak voor de wedstrijd te horen krijgt dat zijn kind een jongen zal zijn, raakt hij geïnspireerd en speelt hij uitzonderlijk goed. Daunte wil wraak en probeert hem aan te rijden. Hij rijdt echter Haley aan voordat hij zelf een botsing krijgt. Nathan is furieus en reageert zijn woede af op een bewusteloze Daunte. Dan arriveert ondertussen en wil de schuld van Dauntes dood op zich nemen, zodat Nathan de gevangenis niet in hoeft. Later blijkt dat Daunte al dood was voordat Nathan hem ook maar met een hand aanraakte. Als Lucas een aangereden Haley aantreft, krijgt hij een hartstilstand. In zijn coma bezoekt Keith hem. Hij brengt hem naar de plek waar hij vermoord werd. Hij vertelde dat Jimmy hem niet vermoordde, maar Lucas weet nog steeds niet wie het wel deed. Lucas krijgt de keuze te leven of om dood te gaan, maar hij kiest ervoor om te leven, als hij aan Peyton wil vertellen dat hij van haar houdt.
Als Rachel ontdekt dat Brooke zakt voor algebra, steelt ze de proefwerken zodat Brooke deze kan leren. Als ze worden betrapt, vertellen ze rond de late tijd naar school te gaan voor de ontmoeting bij Clean Teen, een groep waarin studenten zweren maagd te blijven tot het huwelijk. Uiteindelijk is Rachel er toe gedwongen toe te geven dat ze het proefwerk heeft gestolen, zodat Brooke niet hoeft te zakken. Ze wordt geschorst en verlaat Tree Hill om bij haar ouders in de Italiaanse Rivièra te wonen. Brooke krijgt bij Clean Teen een oogje op Chase Adams. Ze krijgen een relatie, zelfs als Chase erachter komt dat Brooke nooit lid wilde worden van de bijeenkomst. Als er een sekstape publiekelijk wordt gemaakt van drie jaar geleden waarin Brooke seks heeft met Nathan (die toen een relatie had met Peyton), maakt Chase het uit met Brooke. Peyton is ondertussen kwaad dat Brooke het haar altijd moeilijk heeft gemaakt omdat ze Lucas zoende terwijl Brooke een relatie met Lucas had, terwijl Brooke seks heeft gehad met Nathan terwijl hij een relatie had met Peyton. Ondertussen is ook Haley teleurgesteld in Nathan.
Nadat GiGi Silveri het uitmaakt met Mouth, krijgt hij een relatie met Clean Teen Shelly Simon. Als hij zijn maagdelijkheid aan haar verliest, maakt Shelly het uit met hem zodat ze lid mag blijven van Clean Teen.
Als Peyton op het punt staat naar het schoolbal te gaan, wordt ze verrast door haar stalker. Ze wordt opgesloten in de kelder waar hij de tijd van zijn leven met haar heeft. Brooke vertrouwt het niet en zoekt Peyton op, waarna ze zelf ook vastgebonden wordt. Wanneer ze uiteindelijk de stalker overmeesteren, worden ze opnieuw beste vriendinnen. Aangezien Nathan en Haley bij Deb wonen, trekken Brooke en Peyton zelfs samen in in het appartement.
Dan ontdekt dat Abby Brown, een student die aanwezig was tijdens de school shooting, de gene was die hem bedreigde via een mobiel. Net wanneer hij haar wil confronteren, ziet hij dat Lucas bij haar op de stoep staat. Abby doet alsof ze getraumatiseerd is en van niets weet, op aanraden van haar moeder. Ze kan echter niet langer de waarheid geheimhouden en biecht op dat Dan Keith heeft vermoord. Lucas is razend en steelt Debs pistool met de bedoeling wraak te nemen. Wanneer hij Dan confronteert, ziet Karen dit en stort ze in.
Wanneer de media erachter komen dat Nathan van plan was de score te missen tijdens het staatskampioenschap, wordt hij op geen elke universiteit geaccepteerd. Haley steunt hem hierbij. In de seizoensfinale krijgen Haley en Karen een kind. Karen was even in coma en daarin ontmoet ze Keith. Samen brengen ze kort de tijd door met elkaar. Dan geeft zich aan aan de politie, omdat hij zijn broer had vermoord. Nathan en Haley worden trotse ouders van een jongen, genaamd James Lucas Scott. Deb schijnt in haar rol als grootmoeder definitief het geluk gevonden te hebben. Rachel komt terug in One Tree Hill. Chase en Brooke proberen hun relatie te herstellen. Nathan en Lucas willen Dan nooit meer zien. Karen kreeg een dochtertje genaamd Lily Roe Scott. Na het ontwaken van de coma bij Karen, ging Karen nog één keer naar Dan in de gevangenis. Het werd een emotioneel gesprek tussen die twee. En Lucas is de peter van het kind van Nathan en Brooke is de meter. In een van de laatste scènes probeert Dan zelfmoord te plegen, maar dit mislukt.
In de laatste scène is iedereen weer terug waar alles begon, ze zijn met z'n allen bij "The River Court". Nathan vraagt aan Lucas een herkansing (in seizoen 1 hadden Nathan en Lucas een een-tegen-eenmatch). Lucas neemt de uitdaging aan, maar dit keer zijn ze vrienden.

### Seizoen 5 (2008)
De serie speelt zich vier jaar na seizoen 4 af. Nathan en Haley wonen samen met hun 4-jarige zoon Jamie in Tree Hill. Haley begint aan haar loopbaan als lerares op Tree Hill High. Enkele maanden terug stond Nathan op het punt door te breken in zijn carrière, toen hij werd geselecteerd voor de NBA. De avond dat dit wordt gevierd raakt hij echter betrokken in een vechtpartij waarbij hij uit het raam wordt gegooid. Een stuk glas belandt in zijn rug, waardoor hij tijdelijk verlamd raakt aan zijn benen. Omdat hij nooit meer professioneel zal basketballen, begint hij hevig te drinken. Niet alleen wordt hij depressief, maar ook komen er barsten in zijn huwelijk met Haley. Daar zij het moeilijk vindt haar baan te combineren met het moederschap neemt zij een oppas in dienst, genaamd Carrie.
Peyton is na haar schooldiploma naar Los Angeles verhuisd in de hoop om door te breken in de muziek. Na vier jaar heeft ze het echter nog niet ver geschopt. Teleurgesteld in de commerciële mentaliteit van het bedrijf waar ze werkt, keert ze terug naar Tree Hill, omdat dit naar eigen zeggen de enige plek is waar ze echt gelukkig is. Brooke wordt ondertussen een bekende kledingontwerpster, die veel succes heeft in New York. Ze wordt begeleid door haar moeder Victoria, een kille en onsympathieke zakenvrouw die zich pas bemoeide met haar dochters leven toen ze succesvol werd. Hoewel Brooke in materiële zin alles heeft wat haar hart kan begeren, voelt ze zich zeer eenzaam. Na een telefoontje van Peyton verhuist ze onmiddellijk naar Tree Hill, waar ze een nieuwe locatie van haar modelijn opent. Lucas wordt een bekend auteur, zijn eerste boek was een aardig succes maar zodra er een tweede boek gaat verschijnen heeft hij geen inspiratie en keert terug naar Tree Hill. Daar wordt hij tevens de coach van de Ravens. Mouth is nog steeds alleenstaand en woonachtig in een appartement met Skills. Skills wordt de assistent-coach van de Ravens.
Het vijfde seizoen richt zich vooral op de driehoeksverhouding tussen Lucas, Peyton en Lindsey Strauss. Lindsey is een editor die Lucas' boek geredigeerd heeft. Ze zijn al tijdenlang een gelukkig koppel, maar hier komt verandering in na de komst van Peyton. Zij is aanvankelijk teruggekomen om Lucas voor zich terug te winnen en heeft nog duidelijk chemie met hem. Toch is hun band niet meer zoals voorheen, omdat Lucas vlak na zijn schooldiploma een huwelijksaanzoek heeft gedaan, die Peyton heeft uitgesteld, omdat ze eerst carrière wilde maken. Lucas vatte dat op als een afwijzing, waarna de twee contact met elkaar verloren. Lindsey voelt zich bedreigd door de komst van Peyton, maar probeert zich vriendelijk op te stellen. Echter, al snel blijkt dat de twee niet met elkaar overweg kunnen, hetgeen op een avond resulteert in een grote ruzie. Op een gegeven moment zoent Lucas met Peyton. Hij wil trouw blijven aan Lindsey en doet nog dezelfde avond een huwelijksaanzoek. Lindsey was aanvankelijk van plan om hem die avond te verlaten, omdat ze merkte hoeveel hij nog voor Peyton voelde, maar ze accepteert zijn aanzoek. Ze laat hem echter staan bij het altaar, met uitleg dat ze denkt dat Peyton de enige ware voor hem is. Hij probeert haar nog terug te winnen, maar heeft geen succes.
Nathan voelt zich geïnspireerd door zijn zoon om weer te proberen te lopen. Als hij merkt dat Haley op het punt staat hem te verlaten door zijn buien, betert hij zijn leven. Hij probeert Quentin Fields, een arrogante speler uit het team van Lucas, het een en ander bij te brengen over basketbal en wordt hierbij vaak geconfronteerd met zijn verloren glorie. Hij krijgt een goede band met Carrie, die verliefd op hem wordt. Hij maakt haar duidelijk dat ze nooit samen kunnen zijn, maar staat haar geflirt toe. Op een avond springt ze bij hem onder de douche. Hij stuurt haar weg, maar wordt betrapt door Haley voordat Carrie weg kan gaan. Haley zet hem onmiddellijk uit huis en vraagt een scheiding aan, ondanks zijn pogingen tot uitleg. Vervolgens stelt ze Deb aan als de nieuwe oppas. Uiteindelijk gaan ze in therapie en wordt hun huwelijk gered. De therapeut moedigt Nathan aan weer te basketballen en Haley om haar muziekcarrière weer op te pakken.
Haley volgt haar advies en neemt een tweede album op bij Peytons eigen platenmaatschappij, die wordt gesubsidieerd door Brooke. Eerder had Peyton zangeres Mia Catalano geholpen met haar grote doorbraak. Ondertussen wordt Brooke door haar vrienden aangemoedigd om haar zakenrelatie met Victoria te breken, omdat zij genadeloos is en Brookes zelfvertrouwen naar beneden haalt. Brooke wil dit aanvankelijk niet doen, omdat ze nooit eerder in haar leven een band heeft gehad met haar moeder en blij is dat zij eindelijk aandacht aan haar schenkt. Als duidelijk wordt dat Victoria zich enkel met het bedrijf bezighoudt en nog steeds geen waarde hecht aan haar persoonlijke relatie met Brooke, ontslaat ze haar eigen moeder. Ze is vastberaden om zelf wel een goede moeder te worden en adopteert een meisje met een zwak hart, Angie genaamd. Na een geslaagde operatie moet zij met veel verdriet weer afscheid nemen van het kind, dat terugkeert naar haar biologische ouders.
Een ander verhaallijn richt zich op Dan, die ondanks protest van Lucas en Nathan wordt vrijgelaten van de gevangenis. Hij probeert zijn leven opnieuw op te bouwen, maar niemand wil nog iets te maken hebben met hem. Een enige uitzondering is Jamie. Hij was aanvankelijk bang voor hem, maar ziet Dan als held nadat hij hem redde uit de handen van Carrie, die hem tijdens de bruiloft van Lucas en Lindsey had ontvoerd. Haley probeert te voorkomen dat Jamie zijn grootvader leert kennen, maar merkt dat ze hierdoor steeds meer van hem vervreemdt. Om die reden geeft ze uiteindelijk toe aan zijn wens om Dan te leren kennen. Niet veel later komt Dan tot de ontdekking dat hij hartproblemen heeft. Als hij geen harttransplantatie krijgt, zal hij over zes maanden overlijden. Niemand lijkt te treuren om zijn nieuws en Lucas vermoedt dat hij liegt. Ondertussen is Lucas in een depressie beland nadat hij kreeg te horen dat Lindsey een nieuwe partner heeft. Hij reageert zich tijdens een wedstrijd af op een speler uit het concurrerende team, die de dan al geblesseerde Quentin wil uitschakelen. Hierdoor wordt hij geschorst. Hij keert naar de drank en vertelt Peyton in een dronken bui dat hij haar haat.
Een laatste verhaallijn gaat over Mouth, die ook weinig succes heeft in zijn carrière als nieuwsverslaggever. Zijn kille bazin Alice wil hem geen kans geven. Hij besluit haar te confronteren, waarop ze hem zoent. Ze krijgen een fysieke relatie, maar Mouth verliest al snel interesse in haar. Hij wordt verliefd op Millicent Huxtable, de assistente van Brooke. Ze krijgen al snel een relatie en trekken bij elkaar in. Aan het einde van het seizoen doet Lucas via de telefoon een huwelijksaanzoek. Voor de kijker is het niet duidelijk of hij dit doet aan Peyton, Brooke of Lindsey.

### Seizoen 6 (2008 - 2009)
Uiteindelijk kiest Lucas toch voor Peyton. Brookes winkel wordt beroofd en ze wordt in elkaar geslagen door een onbekende. (Brooke verdenkt haar eigen moeder, Victoria). Nathan en Haley krijgen verschrikkelijk nieuws te horen; Quentin is dood. Dan wordt ontvoerd door nanny Carrie die denkt een goed plan te hebben. En Skills en Deb hebben 'iets' met elkaar in het geheim. Brooke neemt een zware taak op zich. Ze neemt een ouderloze tiener, Samantha, in huis en de tiener maakt het haar allesbehalve gemakkelijk, maar ze groeien toch naar elkaar toe.
Lucas zijn eerste boek wordt verfilmd, de producer, Julian, blijkt het ex-vriendje van Peyton te zijn tijdens haar vier jaar durend verblijf in Los Angeles. Terwijl Lucas samen met Julian in Los Angeles verblijft, krijgt Peyton te horen dat ze zwanger is en ze belt direct het goede nieuws door naar Lucas. Nathan krijgt weer een kans om professioneel te basketballen.
Door enkele misverstanden komt Sam terecht bij een moordenaar. Brooke komt hierachter en vindt Sam. Ze ontdekt ook dat hij de overvaller is van haar winkel en de moordenaar van Quentin. Later ondervinden Lucas en Peyton enkele complicaties bij de zwangerschap. Omdat Peyton een ziekte heeft, kan ze komen te overlijden als ze de baby houdt. Lucas en Peyton beslissen toch samen om de baby te houden. Ondertussen heeft Deb het uitgemaakt met Skills, omdat ze vindt dat hij iemand beter verdient. Julian en Brooke groeien naar elkaar toe en ze vertelt dit aan Peyton en vraagt haar goedkeuring. Peyton vindt het niet erg en Julian en Brooke krijgen een relatie. De harttransplantatie van Dan loopt iedere keer verkeerd uit en hij denkt dat het te laat is.
Door omstandigheden kan de film van Lucas niet doorgaan. Hij is hierdoor echt van streek. Nu is er geen reden meer voor Julian om te blijven. Hij vraagt aan Sam en Brooke om met hem mee te gaan, maar na lang twijfelen zegt Brooke nee. Julian vertrekt alleen en Brooke blijft achter.
Haley wordt ontslagen door de nieuwe directrice omdat ze een opstel in de schoolkrant had geplaatst, terwijl het niet mocht. Sam en Jack, Sams vriendje, vinden dit onterecht en laten dit met de hele klas ook aan de directrice merken. Dan vertelt aan Jamie dat hij Keith heeft vermoord. Jamie is van streek maar hij vergeeft hem toch. Samen met Lucas en Nathan graaft Jamie in het verleden om te kijken hoe Keith was en bij Lucas laat dit ook sporen na.
Op een dag wordt Peyton aangereden door een auto. Ze komt met de schrik vrij en met de baby is ook alles in orde, maar Lucas vertelt aan Brooke wat er aan scheelt. Hij vertelt haar over de ziekte en dat Peyton en de baby kunnen sterven. Brooke is compleet overstuur en al snel weten Haley, Nathan en al de rest het ook. Iedereen probeert hen zo veel mogelijk te helpen.
Ondertussen heeft Brooke een brief gevonden van de echte moeder van Sam en dat vertelt ze ook. Ook Victoria is teruggekomen en ze kan het goed vinden met Sam. Sam spreekt steeds meer af met haar echte moeder, dit zeer tegen de zin van Brooke.
Ondertussen is Dan verdwenen en niemand weet waar hij is. Skills is verliefd geworden op Lauren, de lerares van Jamie. Nathan krijgt een aanbod om in Europa te basketballen, maar hij weigert het.
Mia en Chase (ex-vriendje van Brooke op de middelbare school) zijn nu een koppel. Hij inspireert haar tot nieuwe teksten voor haar liedjes.
Peyton maakt een doos met allerlei spullen voor haar baby, zodat deze haar zou kunnen herinneren als ze zou sterven. Lucas is hier niet blij mee en laat dit ook merken. Samen met Jamie haalt hij allerlei herinneringen op terwijl ze aan Peytons auto werken, die totaal kapot is na het ongeluk. Peyton wil graag zo snel mogelijk trouwen voor het te laat is. Lucas twijfelt, maar nadat Haley hem heeft verteld dat hij en Peyton bij elkaar horen, stemt hij ermee in te trouwen.
Ook tussen Mouth en Millicent gaat het weer beter. Ze is teruggekeerd voor hem.
Op het huwelijk van Lucas en Peyton komt ook Julian terug, maar Brooke speelt het moeilijk en brengt een andere date mee, Nick Lachey, een bekende zanger die samenwerkt met Mia en Haley.
Na het huwelijk wacht Lucas thuis een verschrikkelijke ontdekking. Peyton ligt bewusteloos in bloed op de grond en Julian vertelt Brooke dat hij smoorverliefd op haar is.
Lucas brengt Peyton meteen naar het ziekenhuis waar ze een keizersnede zal ondergaan. Hij belt iedereen op. Na 4 dagen ontwaakt Peyton eindelijk uit haar slaap en kan ze haar dochter, Sawyer Brooke Scott, eindelijk zien. Karen duikt op en daar zijn Lucas en Peyton blij mee.
Ook Dan duikt op en Whitey is terug te zien. Dan gaat naar Whitey en vertelt hem dat hij eigenlijk al dood zou moeten zijn. Maar dat is nog niet gebeurd. Whitey vergeeft Dan en geeft hem weer moed. Ondertussen is Nathan opgebeld om te spelen als 'point guard' bij de Bobcats. Eindelijk is zijn droom werkelijkheid geworden. Haley en Jamie zijn door het dolle heen.
Millicent mag van Brooke in Tree Hill blijven zodat zij en Mouth samen kunnen blijven. Ondertussen reist Brooke Julian achterna en ze vertelt hem dat ze hem ook graag ziet.
Victoria keert terug naar New York en ze vertelt Brooke dat ze trots op haar is en dat ze haar graag ziet.
Aan het einde verlaten Peyton, Lucas en Sawyer Tree Hill in The Comet.

### Seizoen 7 (2009-2010)
Tijdens een verjaardagsfeestje van Jamie komt Quinn, de zus van Haley, plots opdagen. Ze vertelt over haar stukgelopen huwelijk met David. Nathan ontmoet een vrouw die met hem op de foto wil. Later blijkt dit echter een foute beslissing te zijn. Ze chanteert hem, en beweert in verwachting te zijn van een kind van hem. Clay, de agent van Nathan, probeert er alles aan te doen om dit toe te dekken. Haley krijgt ook twijfels over de mogelijke relatie van haar man. Dan presenteert samen met Rachel een show over eerlijkheid.
Brooke en Victoria starten een campagne op voor de kledinglijn. Ze willen Alex Dupree als gezicht voor de reclamecampagne. Wanneer Alex Julian ontmoet, wordt ze verliefd. Dit is echter tegen de zin van Brooke. Toch probeert Alex Julian te versieren. Wanneer dit niet lukt doet ze een poging tot zelfmoord. Julian weet haar net op tijd te redden, en wordt vrienden met Alex. Ze besluiten om samen een film te maken, met Alex als hoofdrolspeelster en schrijfster van het script. Hierdoor moeten de 2 dus geregeld samen werken, wat Brooke niet erg ziet zitten.
Brooke ziet in Millie een model. Ze vraagt haar voor de nieuwe lijn. Dit blijkt echter te zwaar voor haar en ze raakt dieper en dieper verzeild in de drugswereld.
Mouth en Millie zetten een punt achter hun relatie nadat hij ontdekt dat Millicent drugs gebruikt.
Clay en Quinn zijn een koppel wat niet zo naar de zin van haar ex David is. Victoria begint een relatie met de veel jongere Alexander, die tevens ontwerper is voor Clothes Over Bros.
De moeder van Haley, Quinn en Taylor komt terug maar ze heeft kanker, en ze komt afscheid nemen van haar dochters. Als de 3 zusjes het hebben bijgelegd sterft ze. Haley krijgt te maken met een zware depressie. Clay en Quinn worden lastiggevallen door Katie, die haar zinnen op Clay gezet heeft en er zelfs mee dreigt om zelfmoord te plegen. In de laatste aflevering gaat iedereen naar Utah om naar de première van de film van Julian te gaan kijken. Langzaam maar zeker geraakt Haley bovenop haar depressie, en gaat alles goed met de film van Julian. Julian is zo blij dat hij ook nog besluit om oud te worden met Brooke. Ze gaan trouwen.
Iedereen komt goed en wel thuis. Haley vertelt Nathan ook dat ze opnieuw zwanger is. Maar als Quin naar de slaapkamer gaat, hoort Clay een geweerschot en rent naar de slaapkamer waar hij Quinn op de grond ziet liggen en Katie voor hem ziet staan. Katie schiet Clay genadeloos neer.
De CW heeft besloten een seizoen 8 te maken dat inmiddels begonnen is. Ook is er inmiddels een seizoen 9.

## Rolbezetting

### Hoofdpersonages
Legenda: H = hoofdrol; T = terugkerende rol
| Personage          | Acteur               | Jaartal(len)                   | Seizoenen | Seizoenen | Seizoenen | Seizoenen | Seizoenen | Seizoenen | Seizoenen | Seizoenen | Seizoenen |
| Personage          | Acteur               | Jaartal(len)                   | 1         | 2         | 3         | 4         | 5         | 6         | 7         | 8         | 9         |
| ------------------ | -------------------- | ------------------------------ | --------- | --------- | --------- | --------- | --------- | --------- | --------- | --------- | --------- |
| Lucas Scott        | Chad Michael Murray  | 2003 - 2009, 2012              | H         | H         | H         | H         | H         | H         | —         | —         | T         |
| Nathan Scott       | James Lafferty       | 2003 - 2012                    | H         | H         | H         | H         | H         | H         | H         | H         | H         |
| Peyton Sawyer      | Hilarie Burton       | 2003 - 2009                    | H         | H         | H         | H         | H         | H         | —         | —         | —         |
| Haley James        | Bethany Joy Galeotti | 2003 - 2012                    | H         | H         | H         | H         | H         | H         | H         | H         | H         |
| Brooke Davis       | Sophia Bush          | 2003 - 2012                    | H         | H         | H         | H         | H         | H         | H         | H         | H         |
| Dan Scott          | Paul Johansson       | 2003 - 2009, 2010, 2011, 2012  | H         | H         | H         | H         | H         | H         | H         | T         | H         |
| Karen Roe          | Moira Kelly          | 2003 - 2007, 2008, 2009        | H         | H         | H         | H         | T         | T         | —         | —         | —         |
| Whitey Durham      | Barry Corbin         | 2003 - 2007, 2008, 2009        | H         | H         | H         | H         | T         | T         | —         | —         | —         |
| Keith Scott        | Craig Sheffer        | 2003 - 2006, 2007              | H         | H         | H         | T         | —         | —         | —         | —         | T         |
| Deb Scott          | Barbara Alyn Woods   | 2003 - 2007, 2008 - 2009, 2012 | HT        | H         | H         | H         | T         | H         | —         | —         | T         |
| Mouth McFadden     | Lee Norris           | 2003 - 2012                    | T         | T         | H         | H         | H         | H         | H         | H         | H         |
| Skills Taylor      | Antwon Tanner        | 2003 - 2012                    | T         | T         | T         | H         | H         | H         | H         | T         | T         |
| Rachel Gatina      | Danneel Harris       | 2005 - 2007, 2008, 2009        | —         | —         | T         | H         | T         | —         | T         | —         | —         |
| James Lucas Scott  | Jackson Brundage     | 2008 - 2012                    | —         | —         | —         | —         | H         | H         | H         | H         | H         |
| Millicent Huxtable | Lisa Goldstein       | 2008 - 2012                    | —         | —         | —         | —         | T         | H         | H         | H         | H         |
| Julian Baker       | Austin Nichols       | 2008 - 2012                    | —         | —         | —         | —         | —         | T         | H         | H         | H         |
| Quinn James        | Shantel VanSanten    | 2009 - 2012                    | —         | —         | —         | —         | —         | —         | H         | H         | H         |
| Clay Evans         | Robert Buckley       | 2009 - 2012                    | —         | —         | —         | —         | —         | —         | H         | H         | H         |
| Alex Dupre         | Jana Kramer          | 2009 - 2012                    | —         | —         | —         | —         | —         | —         | HT        | H         | H         |
| Chase Adams        | Stephen Colletti     | 2007 - 2012                    | —         | —         | —         | T         | T         | T         | T         | HT        | H         |
| Chris Keller       | Tyler Hilton         | 2004 - 2007, 2012              | —         | T         | T         | T         | —         | —         | —         | —         | H         |

### Terugkerende personages
De volgende lijst is ingedeeld op chronologische volgorde.
| Personage         | Acteur                           | Jaartal(len)             | Seizoen(en) |
| ----------------- | -------------------------------- | ------------------------ | ----------- |
| Jake Jagielski    | Bryan Greenberg                  | 2003 - 2006              | 1 - 3       |
| Tim Smith         | Brett Claywell                   | 2003 - 2008              | 1 - 5       |
| Larry Sawyer      | Thomas Ian Griffith Kevin Kilner | 2004, 2005 - 2006        | 1, 3        |
| Erica Marsh       | Katherine Bailess                | 2004 - 2005              | 2           |
| Bevin Mirskey     | Bevin Prince                     | 2004 - 2008              | 1 - 5, 9    |
| Nicki             | Emmanuelle Vaugier               | 2004 - 2005              | 1 - 2       |
| Anna Taggaro      | Daniella Alonso                  | 2004 - 2005              | 2           |
| Felix Taggaro     | Michael Copon                    | 2004 - 2005              | 2           |
| Andy Hargrove     | Kieren Hutchison                 | 2004 - 2005, 2008        | 2, 5        |
| Jules             | Maria Menounos                   | 2004 - 2005              | 2           |
| Chris Keller      | Tyler Hilton                     | 2004 - 2007              | 2 - 4, 9    |
| Taylor James      | Lindsey McKeon                   | 2005                     | 2, 7        |
| Cooper Lee        | Michael Trucco                   | 2005 - 2006              | 2 - 4       |
| Ellie Harp        | Sheryl Lee                       | 2005 - 2006              | 2 - 3       |
| Gigi Silveri      | Kelsey Chow                      | 2005 - 2007, 2008 - 2009 | 3 - 4, 6    |
| Glenda Farrell    | Amber Wallace                    | 2006 - 2007              | 3 - 4       |
| Derek             | Matt Barr                        | 2006 - 2007              | 4           |
| Shelly Simon      | Elisabeth Harnois                | 2006 - 2007              | 4           |
| Lindsey Strauss   | Michaela McManus                 | 2008                     | 5 - 6       |
| Carrie            | Torrey DeVitto                   | 2008                     | 5 - 6       |
| Victoria Davis    | Daphne Zuniga                    | 2008 - 2012              | 5 - 9       |
| Quentin Fields    | Robbie Jones                     | 2008                     | 5 - 6       |
| Mia Catalano      | Kate Voegele                     | 2008 - 2011              | 5 - 8       |
| Owen Morello      | Joe Manganiello                  | 2008 - 2009              | 5 - 6       |
| Samantha Walker   | Ashley Rickards                  | 2008 - 2009              | 6           |
| Lauren            | Allison Munn                     | 2009                     | 6 - 7       |
| Paul Norris       | Gregory Harrison                 | 2009                     | 6 - 7       |
| Renee Richardson  | Kate French                      | 2009                     | 7           |
| Tim Van de Waeter | Rik Tamenol                      | 2009                     | 7           |

## Productie
Het was de bedoeling van maker Mark Schwahn om van One Tree Hill een film te maken met de titel Ravens. De titel is geïnspireerd op het lied One Tree Hill van U2. De naam van de staat waar het in afspeelt, Tree Hill, is geïnspireerd op U2's The Joshua Tree. Nadat The WB aanraadde er een serie van te maken, wilden ze niet dat de serie Ravens zou heten, omdat het zou impliceren naar sport, terwijl de nadruk op de drama ligt. Als de serie Ravens zou heten, zou het een minder groot publiek lokken.

## Dvd
| Seizoen | Release (VS)      | Release (NL)     | Speelduur    | Extra's (NL) |
| ------- | ----------------- | ---------------- | ------------ | --- |
| 1       | 25 januari 2005   | 13 februari 2006 | 903 minuten  | - Niet eerder uitgezonden scènes - Korte film: Het ontwikkelen van een succesvol team: Hoe One Tree Hill gemaakt is - 3 documentaires op de set - Commentaar bij 4 afleveringen door de cast en medewerkers - Muziekvideo "Oh Chariot" van Gavin DeGraw - Christmas Elf Gag |
| 2       | 13 september 2005 | 17 mei 2006      | 996 minuten  | - Niet eerder uitgezonden scènes - The Music of One Tree Hill, een kijkje achter de One Tree Hill Concert Tour - Diaries from the set: Charity Football Match en Get On the Bus - Commentaar bij 3 afleveringen - Change is good: de 2 nieuwe personages |
| 3       | 26 september 2006 | 7 februari 2007  | 900 minuten  | - Audio commentaar bij With Tired Eyes, Tired Minds, Tired Souls, We slept and The Show Must Go On - Bloopers - Anatomy of an Episode - Weggelaten scènes |
| 4       | 18 december 2007  | 19 december 2007 | 840 minuten  | - Bloopers - Commentaar bij 3 afleveringen door bedenker van de serie Mark Schwahn en de belangrijkste acteurs en medewerkers - Korte film James Lafferty One Tree Hill Fourth Annual Charity Basketball - Korte film: One Tree Hill in jouw woonplaats - Niet eerder uitgezonden scènes - One Tree Hill Tijdcapsule |
| 5       | 26 augustus 2008  | 10 december 2008 | 720 minuten  | - Commentaar op 2 episodes door bedenker van de serie, Mark Schwahn, Cast en Crew bloopers - Muziekvideo van Kate Voegele - Niet eerder uitgezonden scènes |
| 6       | 25 augustus 2009  | 2 december 2009  | 1080 minuten | - Niet eerder uitgezonden scènes - OTH gaat terug in de tijd: de jaren veertig herleven in We Three (My Echo, My Shadow and Me) - OTH scoort hoog: De nieuwste sporthype: Slambal - OTH sterrensoundtrack: muzikale gasten praten over hun bijdrage, in het bijzonder het USO-optreden in aflevering 10. - OTH - het debuut van de regisseur: volg de beginnende regietalenten Chad Michael Murray, Bethany Joy Galeotti en James Lafferty - Commentaar op 2 afleveringen door Mark Schahn, de maker van de serie, en door de top van de cast en de filmploeg. - Bloopers |

## Muziek
De serie legt een enorm nadruk op de muziek in de serie. Er zijn dan ook al drie albums uitgebracht door One Tree Hill. De muziek is in punkrock-, rock- en emo-genre. Onder andere Gavin DeGraw, Sheryl Crow, The Wreckers, Jimmy Eat World, La Rocca, Fall Out Boy, Nada Surf, Jack's Mannequin, Michelle Featherstone en Lupe Fiasco hebben meegewerkt aan muziek voor de televisieserie. Ook Snow Patrol, Coldplay, Angels & Airwaves, Led Zeppelin en The Cure traden op in de serie.
De serie bracht de albums One Tree Hill Volume 1, One Tree Hill Volume 2 en One Tree Hill Volume 3 uit. Het geld wat wordt opgeleverd van Volume 2 gaat naar een kankerstichting. Er werd overigens ook een The Road Mix uitgebracht, waarin een aantal liedjes samen worden gesteld. The Road Mix komt terug in aflevering 17 van seizoen 4, wanneer Peyton deze opzet. Hieruit zijn The Constantines, Dashboard Confessional, The Kooks en Mother Love Bone te horen.
Tevens zijn alle titels van de afleveringen van One Tree Hill geïnspireerd op titels van liedjes.

## Albums

### One Tree Hill Volume 1
One Tree Hill Volume 1 is een verzamelalbum waarin liedjes werden samengesteld die in de serie te horen zijn. Het album werd in de Verenigde Staten uitgebracht op 25 januari 2005. De liedjes die er op te horen zijn:
1. Gavin DeGraw - "I Don't Want to Be" (live)
2. The Wreckers - "The Good Kind"
3. Jimmy Eat World - "Kill"
4. Travis - "Re-Offender"
5. The Get Up Kids - "Overdue"
6. Rock 'n' Roll Soldiers - "Funny Little Feeling"
7. Tyler Hilton - "Glad" (acoustic)
8. 22-20s - "Shoot Your Gun"
9. Story of the Year - "Sidewalks"
10. Tyler Hilton & Bethany Joy Lenz - "When the Stars Go Blue"
11. Keane - "Everybody's Changing"
12. Butch Walker - "Mixtape"
13. Sheryl Crow - "The First Cut is the Deepest" (acoustic)
14. Trespassers William - "Lie in the Sound"

### One Tree Hill Volume 2
One Tree Hill Volume 2 is een album dat in de Verenigde Staten werd uitgebracht op 25 februari 2006. Het geld wat het opleverde, ging naar een borstkankerstichting. De liedjes die te horen zijn is een samenstelling van liedjes die ook te horen zijn in de televisieserie.
1. Feeder - "Feeling a Moment"
2. Jack's Mannequin - "The Mixed Tape"
3. Audioslave - "Be Yourself"
4. Nada Surf - "Always Love"
5. Gavin DeGraw - "Jealous Guy"
6. Citizen Cope - "Son's Gonna Rise"
7. Hot Hot Heat - "Middle of Nowhere"
8. Tyler Hilton - "Missing You"
9. MoZella - "Light Years Away"
10. Shout Out Louds - "Please Please Please"
11. Fall Out Boy - "I've Got a Dark Alley and a Bad Idea That Says You Should Shut Your Mouth (Summer Song)"
12. Jimmy Eat World - "23"
13. Haley James Scott - "Halo"
14. Michelle Featherstone - "Coffee & Cigarettes"
15. Strays Don't Sleep - "For Blue Skies"

### One Tree Hill Volume 3
One Tree Hill Volume 3 is een verzamelalbum waarin liedjes werden samengesteld die in de serie te horen zijn. Het album werd in de Verenigde Staten uitgebracht op 3 april 2007. De liedjes die er op te horen zijn:
1. Dashboard Confessional - "Don't Wait"
2. The Honorary Title - "Stay Away"
3. Kooks - "Naive"
4. Band of Horses - "The Funeral"
5. José Gonzales - "Heartbeats"
6. Tyler Hilton - "You Ask for Me"
7. Lupe Fiasco - "I Gotcha"
8. Gym Class Heroes - "Good Vibrations"
9. The Wreckers - "Lay Me Down"
10. The Constantines - "Soon Enough"
11. Calexico / Iron & Wine - "He Lays in the Reins"
12. Lucero - "Tell Me What It Takes"
13. Songs: Ohia - "Just Be Simple"
14. The Weepies - "World Spins Madly On"
15. La Rocca - "Non-Believer"
16. Mother Love Bone - "Chloe Dancer/Crown of Thorns"

## Boeken
In 2005 is er in het Verenigd Koninkrijk een paperback boek van One Tree Hill uitgebracht, onder de titel One Tree Hill: The Beginning. Het verhaal beschrijft het begin van de serie. Het boek bevat 208 pagina's.

## Cingular
Cingular is een groot sponsor van de televisieserie. Ze gaven de fans van de serie de mogelijkheid keuzes te maken voor de serie, waaronder:
- Of Nathan naar bed zou gaan met Taylor James. De fans kozen dat ze dit niet zouden doen.
- Wat Nathan en Haley's liedje zou zijn op hun tweede huwelijk. De fans kozen voor "More Than Anyone" van Gavin DeGraw.
- Wie zou optreden op het schoolbal in seizoen 4. De fans kozen voor Within Reason.

## Kijkcijfers
De kijkcijfers per seizoen van The WB en The CW:
| Seizoen | Premiere          | Finale       | Tv-seizoen | Rank | Kijkers (per miljoen in VS) |
| ------- | ----------------- | ------------ | ---------- | ---- | --------------------------- |
| 1       | 23 september 2003 | 11 mei 2004  | 2003-2004  | #173 | 3,5                         |
| 2       | 21 september 2004 | 24 mei 2005  | 2004-2005  | #117 | 4,3                         |
| 3       | 5 oktober 2005    | 3 mei 2006   | 2005-2006  | #139 | 2,8                         |
| 4       | 27 september 2006 | 13 juni 2007 | 2006-2007  | #136 | 2.9                         |
| 5       | 8 januari 2008    | 19 mei 2008  | 2008       | #184 | 2.9                         |
| 6       | 1 september 2008  | 18 mei 2009  | 2008-2009  | #107 | 2.8                         |
| 7       | 14 september 2009 | 17 mei 2010  | 2009-2010  | #118 | 2.3                         |
| 8       | 14 september 2010 | 17 mei 2011  | 2010-2011  | N/A  | N/A                         |

Tijdens het derde seizoen veranderde de uitzendingdatum van dinsdag naar woensdag, wat een oorzaak werd voor de lagere kijkcijfers. Ook zou de scheiding tussen Sophia Bush en Chad Michael Murray een oorzaak zijn.
De aflevering "With Tired Eyes, Tired Minds, Tired Souls, We Slept" waar 2 sterfgevallen te zien waren, in seizoen 3 was ook meteen de hoogste kijkcijfers van seizoen 3. In die aflevering keken ongeveer 2,4 tot 2,5 miljoen kijkers. En de seizoensfinale van seizoen 3 haalden ze 2,3 tot 2,4 miljoen kijkers.
De seizoenspremière van seizoen 4 haalden ze 2,4 tot 2,5 miljoen kijkers en zo haalden ze meteen de hoogste kijkcijfers die werd bij de seizoenspremière uitgeven bij One tree hill. De negende aflevering van seizoen 4 "Some You Give Away" waar Keith te zien was, haalden ze 4,5 miljoen kijkers. Dat was meteen de hoogste kijkcijfers die ooit bij One tree hill te zien was sinds het 2de seizoen.
Toen de "The WB" en "UPN" samen "The CW" zouden worden en alleen de meest succesvolle series van beide netwerken nog uitgezonden zouden worden, waren er geruchten dat One Tree Hill zou worden stopgezet. "The WB" stond echter achter de serie, waardoor ze nog steeds bestaat.
In Nederland werd de serie al na de uitzending van seizoen 2 van de buis gehaald vanwege lage kijkcijfers. Al de seizoenboxen worden echter nog wel uitgebracht in Nederland. Later is Net5 toch One tree hill weer gaan uitzenden, momenteel op zaterdag.
In België wordt One Tree Hill al vanaf het begin, door Kanaal 2, uitgezonden en worden geregeld de heruitzendingen getoond. Ook VT4 heeft een tijdje de serie uitgezonden maar is hiermee gestopt. In 2009 is men begonnen met het uitzenden van seizoen 6 op 2BE. De serie begint nu op zaterdag tussen rond 18.30. Ook worden de afleveringen herhaald vanaf seizoen 4 tijdens de week om 16.50. In België hebben de kijkcijfers altijd rond de 70.000 en 100.000 gelegen, wat redelijk goed is voor een serie in de vooravond.

## Trivia
- De serie wordt opgenomen in Wilmington (North Carolina)

## Internationale uitzendingen
| Land                | Televisiezender                         | Startdatum        | Alternatieve titel                               |
| ------------------- | --------------------------------------- | ----------------- | ------------------------------------------------ |
| Argentinië          | Fox                                     |                   |                                                  |
| Australië           | Channel Ten                             |                   |                                                  |
| België              | 2BE, ZES                                |                   |                                                  |
| Brazilië            | Fox en SBT                              |                   | 'Lances da Vida'                                 |
| Bulgarije           | BNT Channel 1                           |                   | Самотно дърво на хълма (Eenzame Boom op de Berg) |
| Canada              | CH, NTV en Fox44                        |                   | Les Frères Scott (De Gebroeders Scott)           |
| Denemarken          | TV3                                     |                   |                                                  |
| Duitsland           | ProSieben                               |                   |                                                  |
| Filipijnen          | ETC, Star World en RPN                  |                   |                                                  |
| Finland             | SubTV                                   |                   | Tunteet Pelissä (Gevoelens in het Spel)          |
| Frankrijk           | TF1 en TF6                              | 8 september 2004  | Les Frères Scott (De Gebroeders Scott)           |
| Griekenland         | STAR                                    |                   | Φίλοι για πάντα (Vrienden voor het Leven)        |
| Hongkong            | Star World en Now Broadband TV          |                   |                                                  |
| Hongarije           | RTL Klub                                |                   | Tuti Gimi ("Cool High School")                   |
| Ierland             | TG4                                     |                   |                                                  |
| IJsland             | Skjáreinn                               |                   |                                                  |
| India               | Star World                              |                   |                                                  |
| Indonesië           | Jak-TV                                  |                   |                                                  |
| Israël              | YES Stars en Channel 10                 |                   | (Migrash Beyti) מגרש ביתי ("Home Court")         |
| Italië              | Rai Due                                 | 6 juni 2005       |                                                  |
| Kenia               | Kenia Television Network                |                   |                                                  |
| Malediven           | Star World                              |                   |                                                  |
| Maleisië            | 8TV en Star World                       |                   |                                                  |
| Mexico              | FOX LA                                  |                   | Hermanos Rebeldes (Rebelse Broers)               |
| Nederland           | Net5                                    |                   |                                                  |
| Nieuw-Zeeland       | TV2                                     |                   |                                                  |
| Noorwegen           | TVNorge                                 |                   |                                                  |
| Pakistan            | Orbit Network                           |                   |                                                  |
| Panama              | TVMax                                   |                   | Hermanos Rebeldes (Rebelse Broers)               |
| Polen               | TVN Siedem                              |                   | Pogoda na miłość                                 |
| Rusland             | NTV                                     |                   | Холм Одного Дерева ("One Tree Hill")             |
| Servië              | FOX Srbija                              |                   |                                                  |
| Singapore           | Star World                              |                   |                                                  |
| Spanje              | La 2, Cosmopolitan TV en Disney Channel | 29 juni 2006      |                                                  |
| Taiwan              | CTS                                     |                   |                                                  |
| Thailand            | UBC Series                              |                   |                                                  |
| Turkije             | CNBC-e                                  |                   |                                                  |
| Verenigd Koninkrijk | E4 en Channel 4                         |                   |                                                  |
| Verenigde Staten    | The WB (2003-2006) en The CW (2006+)    | 23 september 2003 |                                                  |
| Zuid-Afrika         | GO                                      |                   |                                                  |
| Zweden              | Kanal 5                                 |                   |                                                  |
| Zwitserland         | TSR2 en TSI1                            |                   | Les Frères Scott (De Gebroeders Scott)           |